# Strezimirovci
Strezimirovci (izvirno srbsko Стрезимировци) je naselje v Srbiji, ki upravno spada pod Občino Surdulica; slednja pa je del Pčinjskega upravnega okraja.

## Demografija
V naselju živi 52 polnoletnih prebivalcev, pri čemer je njihova povprečna starost 64,2 let (60,9 pri moških in 68,2 pri ženskah). Naselje ima 28 gospodinjstev, pri čemer je povprečno število članov na gospodinjstvo 1,89.
To naselje je v glavnem bolgarsko (glede na rezultate popisa iz leta 2002).
|  |

| Demografija | Demografija     | Demografija     |
| Leto        | Št. prebivalcev | Št. prebivalcev |
| ----------- | --------------- | --------------- |
|             |                 |                 |
|             |                 |                 |
|             |                 |                 |
|             |                 |                 |
| 1948        | 485             |                 |
| 1953        | 440             |                 |
| 1961        | 346             |                 |
| 1971        | 256             |                 |
| 1981        | 182             |                 |
| 1991        | 101             | 101             |
| 2002        | 53              | 53              |
|             |                 |                 |

| Etnična sestava po popisu iz leta 2002 | Etnična sestava po popisu iz leta 2002 | Etnična sestava po popisu iz leta 2002 | Etnična sestava po popisu iz leta 2002 | Etnična sestava po popisu iz leta 2002 |
| -------------------------------------- | -------------------------------------- | -------------------------------------- | -------------------------------------- | -------------------------------------- |
| Bolgari                                | Bolgari                                |                                        | 47                                     | 88,67%                                 |
| Jugoslovani                            | Jugoslovani                            |                                        | 4                                      | 7,54%                                  |
| Srbi                                   | Srbi                                   |                                        | 2                                      | 3,77%                                  |
| Neznano                                | Neznano                                |                                        | 0                                      | 0,0%                                   |